# Chiesa di Santa Maria a Ferrano
La chiesa di Santa Maria a Ferrano è una chiesa del comune di Pelago, in provincia di Firenze.

## Storia e descrizione
È menzionata fra le suffraganee della pieve di San Jerusalem a Diacceto nel XII secolo. Dal XIV secolo vi appare come patrona la famiglia degli Albizi. Soppressa come parrocchia nel 1574, rimase officiata come cappella del cimitero di Ferrano e successivamente ruralizzata e abbandonata. Il piccolo edificio, ad unica aula monoabsidata e semplice facciata a capanna, mantiene quasi inalterati i caratteri architettonici romanici, salvo che nel lato meridionale della chiesa ricostruito nel 1759.